# 芭蕾舞者

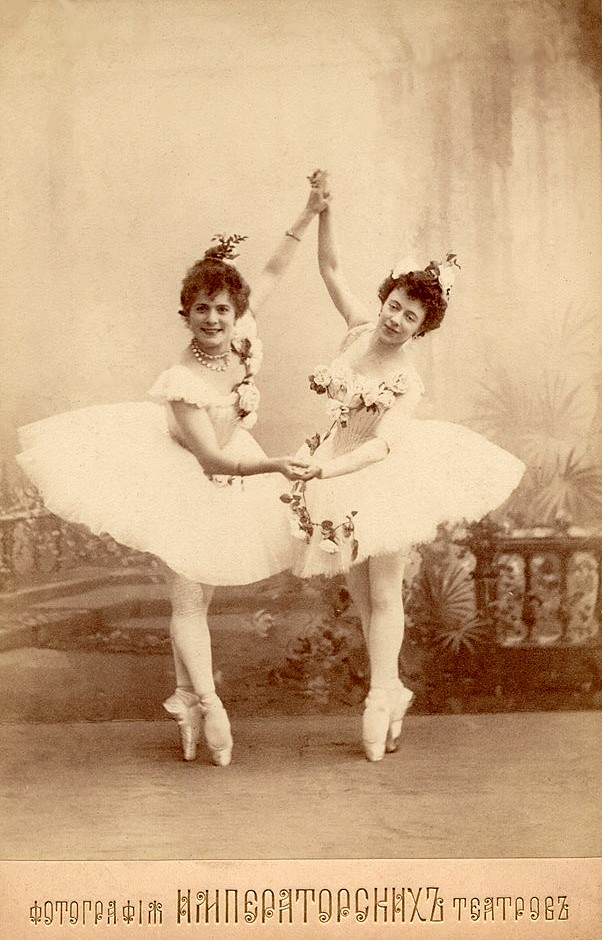
皮埃里納·萊尼亞尼（左）是第一位被給予Prima ballerina assoluta的芭蕾舞女，右側是被授予Prima ballerina 稱號的奥尔加·普列奥布拉耶恩斯卡娅（右），聖彼得堡，1899年

芭蕾舞者指的表演芭蕾舞的人。原先芭蕾舞者分男女各有不同級別，現在的芭蕾舞隊依然採用分級法，但是大部份轉用了中性分類法。大部份芭蕾舞隊男女各有數個領舞者，頭銜為首席舞蹈員或étoile。已經很少使用了，通常只作為擁有國際聲譽的舞者的尊稱。一些著名芭蕾舞者還可以擔任客席藝術家，即受雇於額外的其他芭蕾舞團參加演出。

## 不同性別的頭銜
傳統上不同性別的芭蕾舞者有不同的稱號，在法國男性芭蕾舞者稱為danseur，女性稱為danseuse。在意大利，ballerina是表示該女演員是專業芭蕾舞者的名詞，通常其前面還要加上芭蕾舞隊的頭銜，男性則稱為ballerino。

## 分級
儘管現在“ballerina”泛指芭蕾舞女，但是它一度只指女性芭蕾獨唱者，相當於歌劇局中的diva。

### 女性
女性芭蕾舞者分級是（依據參考資料不同可能有區別）：
- Étoile明星級舞蹈員
- Senior principal dancer高級首席舞蹈員
- Principal dancer首席舞蹈員
- Senior solist高級獨舞員
- Solist獨舞員
- Coryphées群舞領舞員
- Corps de ballet群舞員

### 男性
男性芭蕾舞者分級是：（依據參考資料不同可能有區別）
Senior principal dancer高級首席舞蹈員
Pricipal dancer首席舞蹈員
Senior solist高級獨舞員
Solist獨舞員
Coryphées群舞領舞員
Corps de ballet群舞員

## 外部連結
- The Ballerina Gallery （页面存档备份，存于）